# Zoom H4n
Zoom H4n — цифровой портативный рекордер компании «Zoom Corporation», входящей в состав конгломерата «Samson Technologies», преемник модели Zoom H4. Обладает встроенным конденсаторным X/Y-стереомикрофоном и двумя симметричными входами для подключения трёхконтактных XLR или 6,3 мм (1/4″) TRS-микрофонов. Рекордер позволяет записывать до 4 каналов одновременно, имеет встроенный тюнер, метроном, компрессор, аудиоредактор и процессор эффектов.
В отличие от Zoom H4 новая версия имеет прорезиненный корпус, экран большего размера и кнопки с подсветкой. Устройство с прошивкой версии 1.01 появилось на рынке в феврале 2009 года по цене в 279,99 $.

## Новые возможности
- Подобранная пара X/Y конденсаторных микрофонов, обеспечивающая запись без фазовых сдвигов с углом охвата 90° или 120°.

### Режимы работы
1. Стереорежим (STEREO) — запись встроенной микрофонной стеропарой или двумя внешними микрофонами
2. 4-канальный режим (4CH) — одновременная запись встроенной микрофонной стеропарой и двумя внешними микрофонами
3. Многодорожечный режим (MTR) — поканальная запись одного или двух каналов с одновременным воспроизведением до четырёх каналов для «записи наложением»
4. STAMINA — режим энергосбережения, продлевающий работу устройства от комплекта батареек в два раза. При этом качество записи ограничивается 16 бит/44,1 кГц линейного формата PCM, работа в режиме 4CH не поддерживается

## Семейство
Семейство цифровых рекордеров Zoom насчитывает более 20 моделей. В 2019 году продолжается выпуск Zoom F8, H6, H5, H4nSP, H4n Pro? H2n, H1n, iQ7, iQ6 иiQ5. Также компания выпускает экшн -камеры с встроенным рекордером — Zoom q8, Zoom q4n.

### Отличия от Zoom H5 и Zoom H6
| Характеристика                           | Zoom H4n      | Zoom H5      | Zoom H6      |
| ---------------------------------------- | ------------- | ------------ | ------------ |
| Дата анонса                              | 2009, февраль | 2014, январь | 2014, январь |
| Количество входных каналов               | 4             | 4            | 6            |
| Возможность замены встроенных микрофонов | нет           | есть         | есть         |

## Конкуренты
Zoom
- Zoom H1, Zoom H2, Zoom H2n, Zoom H5, Zoom H6

другие производители
- Tascam: Tascam DR 40, Tascam DR 44, Tascam DR-60D MkII, Tascam DR 100
- Roland Corporation: Roland R-05, Roland R-26
- Fostex FR-2LE

## Комплект поставки
В комплект поставки Zoom H4nSP входит:
- Рекордер Zoom H4n
- Пластиковый бокс PCH-4n под рекордер (case)
- Две батарейки АА
- USB-кабель
- Ключ лицензии для скачивания Steinberg Cubase LE и Steinberg WaveLab LE
- Руководство по эксплуатации
- Гарантийный талон

Некоторые версии поставки комплектуются следующими аксессуарами:
- Сетевой адаптер AD-14 для питания от переменного тока (AC adapter)
- Ветрозащита поролоновая
- Ветрозащита меховая (hairy windscreen)
- SD-карта памяти на 1 или 2 ГБ
- Переходник для крепления на микрофонную стойку
- Переходник HS-1 для крепления на горячий башмак фотоаппарата (hot shoe mount adapter)
- Проводной пульт RC4 для дистанционного управления (wired remote control)
- Разветвитель для подключения двух наушников или двух minijack-микрофонов (splitter cable)
- Кабель minijack-minijack для вывода сигнала на колонки (attenuator cable)

### Аксессуары
Zoom H4n совместим с широким набором аксессуаров, который включает:
- XLR-микрофоны и TRS-микрофоны
- SD-карты объёмом до 32 ГБ
- Штативы с резьбой для крепления 1/4"

## Локализация и документация
Интерфейс Zoom H4n не имеет русского языка. Руководство пользователя на русском языке доступно по ссылке Zoom H4n — руководство пользователя

## Критика
В большинстве своём появление Zoom H4n было положительно встречено звукорежиссёрами, независимыми режиссёрами, журналистами и подкастерами. За свою цену рекордер имеет широкий спектр доступных настроек, возможность подключения дополнительных микрофонов и достаточно хорошее качество записи звука. Однако ошибки при сохранении файлов, малое время работы от аккумуляторов являются существенными недостатками продукта.

### Достоинства
- Использование для питания двух универсальных батареек типа АА
- Возможность одновременной записи до 4 звуковых каналов
- Возможность подключения по USB к компьютеру в качестве съёмного носителя или внешней звуковой карты

### Недостатки
- Медленная загрузка устройства при включении
- Малое время работы от аккумуляторов
- Ошибки сохранения файлов при использовании некачественных или недостаточно быстрых SD-карт
- Наличие ошибок в прошивке, влияющих на качество записываемого материала (см. исправления в прошивке вер. 1.90)

## Обновления прошивки
Для обновления прошивки необходимо:
1. скачать архив с прошивкой с официального сайта
2. скопировать файл SYSTEM.BIN из архива на SD-карту рекордера
3. загрузить Zoom H4n в режиме отладки. Для этого в выключенном состоянии зажать кнопку «Воспроизведение / Пауза» и, не отпуская её, включить устройство кнопкой «Включение / Блокировка»
4. подтвердить начало обновления, выбрав в меню пункт «OK»

Откат к предыдущим версиям прошивки невозможен.
| Дата выхода | Версия | Исправления |
| ----------- | ------ | --- |
| 2015-10     | 1.90   | Исправлена ошибка из-за которой возникает посторонний шум в записи со встроенных микрофонов при использовании режима 4CH с квантованием 24 бита. Исправлена ошибка из-за которой возникает посторонний шум в конце первого файла при разделении записи с квантованием 24 бита на два раздельных файла. |
| 2011-01     | 1.72   | Исправлена ошибка, появившаяся в прошивке 1.70, из-за которой невозможна запись в моно при использовании режима MTR. |
| 2010-11     | 1.70   | Во время записи чувствительность входов INPUT1 и INPUT2 может настраиваться раздельно. |
| 2010-07     | 1.60   | Добавлена функция MEMORY REC, которая позволяет записывать аудиофайлы продолжительностью до 35 секунд во встроенною память устройства даже при отсутствии SD-карты. Устранены ошибки и добавлена новая функциональность.                                                                               |
| 2009-12     | 1.50   | Устранены ошибки. |
| 2009-06     | 1.40   | Устранены ошибки и произведены улучшения. |
| 2009-04     | 1.30   | Устранены ошибки и произведены улучшения. |
| 2009-03     | 1.10   | Устранены ошибки. |
| 2009-03     | 1.10   | Устранены ошибки. |
| 2009-02     | 1.01   | Первая версия прошивки. |